# Сан-Жульян (Говея)
Сан-Жулья́н (порт. São Julião) — город и район в Португалии, входит в округ Гуарда. Является составной частью муниципалитета Говея. Находится в составе крупной городской агломерации Большое Визеу. По старому административному делению входил в провинцию Бейра-Алта. Входит в экономико-статистический субрегион Серра-да-Эштрела, который входит в Центральный регион. Население составляет 1561 человек на 2001 год. Занимает площадь 9,68 км².